# Fuente el Sol
Fuente el Sol is een gemeente in de Spaanse provincie Valladolid in de regio Castilië en León met een oppervlakte van 20,92 km². Fuente el Sol telt 181 inwoners (1 januari 2016).

## Demografische ontwikkeling
Bron: INE, 1857-2011: volkstellingen